# Arepivka, Novoukraiinka
Arepivka (în ucraineană Арепівка) este un sat în comuna Sotnîțka Balka din raionul Novoukraiinka, regiunea Kirovohrad, Ucraina.

## Demografie
Componența lingvistică a localității Arepivka
     Ucraineană (63,64%)
     Română (30,91%)
     Rusă (5,45%)
Conform recensământului din 2001, majoritatea populației localității Arepivka era vorbitoare de ucraineană (63,64%), existând în minoritate și vorbitori de română (30,91%) și rusă (5,45%).

## Vezi și
- Românii de la est de Nistru